# Stanhope (Iowa)
Stanhope és una població dels Estats Units a l'estat d'Iowa. Segons el cens del 2000 tenia 488 habitants.

## Demografia
Segons el cens del 2000, Stanhope tenia 488 habitants, 198 habitatges, i 134 famílies. La densitat de població era de 192,3 habitants/km².
Dels 198 habitatges en un 30,8% hi vivien nens de menys de 18 anys, en un 58,6% hi vivien parelles casades, en un 6,6% dones solteres, i en un 32,3% no eren unitats familiars. En el 26,8% dels habitatges hi vivien persones soles el 17,2% de les quals corresponia a persones de 65 anys o més que vivien soles. El nombre mitjà de persones vivint en cada habitatge era de 2,46 i el nombre mitjà de persones que vivien en cada família era de 3.
Per edats la població es repartia de la següent manera: un 24,8% tenia menys de 18 anys, un 5,5% entre 18 i 24, un 29,5% entre 25 i 44, un 19,3% de 45 a 60 i un 20,9% 65 anys o més.
L'edat mediana era de 41 anys. Per cada 100 dones de 18 o més anys hi havia 98,4 homes.
La renda mediana per habitatge era de 39.500 $ i la renda mediana per família de 41.667 $. Els homes tenien una renda mediana de 29.107 $ mentre que les dones 22.656 $. La renda per capita de la població era de 18.592 $. Entorn del 5,1% de les famílies i el 6,1% de la població estaven per davall del llindar de pobresa.

## Poblacions més properes
El següent diagrama mostra les poblacions més properes.